# Ahmed Said
Ahmed Said "Ouka" (ur. 13 marca 1984 w Kairze) – piłkarz reprezentacji Egiptu i egipskiego klubu Pyramids FC.
Jest wychowankiem klubu Al-Shams. W latach 2005–2007 był zawodnikiem Ismaily SC. W roku 2007 rozpoczął grę w Haras El-Hodood SC. Grał też w Wadi Degla SC, Lierse SK, Smouha SC, Misr Lel-Makkasa SC i El-Entag El-Harby SC.